# Geranomyia anisacantha
Geranomyia anisacantha är en tvåvingeart som först beskrevs av Alexander 1964.  Geranomyia anisacantha ingår i släktet Geranomyia och familjen småharkrankar.
Artens utbredningsområde är Jamaica. Inga underarter finns listade i Catalogue of Life.